# Землеоціночна діяльність
Землеоц́іночна діяльність або ж професійна оціночна діяльність у сфері оцінки земель — це комплекс правових, економічних, управлінських та технічних заходів, спрямованих на визначення ціннісних характеристик земельної ділянки суб'єктами оціночної діяльності станом на визначену дату оцінки.
Здійснення даного виду діяльності зумовлене практичною потребою суспільства у застосуванні даних оцінки для організації раціонального та ефективного використання земель і їх охорони, забезпеченні ринку землі легітимним і цивілізованим обігом речових прав на земельні ділянки шляхом встановлення та дотримання правових, економічних, професійних, етичних норм та стандартів.
Професійна оціночна діяльність не може обмежуватись безпосередньо визначенням вартості, оскільки як один зі специфічних видів консалтингових послуг складається з ряду інших дій.
Землеоціночна діяльність може проявлятись в наступних формах:
- Методичне забезпечення та навчальна діяльність: Розробка методичних рекомендацій для оцінки земель, проведення освітніх заходів, курсів та семінарів для підвищення кваліфікації фахівців у цій сфері.
- Реєстрація та ліцензування: Землеоціночна діяльність передбачає реєстрацію інженерів-землевпорядників у Державному реєстрі сертифікованих спеціалістів та отримання ліцензій для здійснення оціночних робіт.[1]
- Розробка документації з оцінки земель: Створення технічної та нормативної документації, яка вноситься до державного земельного кадастру, що є основою для визначення вартості земельних ділянок.
- Державна експертиза та рецензування: Проведення експертизи технічної документації та рецензування звітів з експертної грошової оцінки земельних ділянок для забезпечення їх відповідності вимогам законодавства.[2]
- Погодження і затвердження документації: Оформлення та затвердження технічної документації відповідно до законодавчих норм, що робить процес оцінки легітимним.
- Консалтингові послуги: Надання консультацій з оцінки земель, які допомагають власникам і користувачам земельних ділянок зрозуміти реальну вартість їх майна.
- Інші види діяльності: Інші види діяльності у сфері оцінки земель відповідно до законодавства, включаючи складання рекомендацій для використання оцінки в судових справах, наукові дослідження, моніторинг цін на землю тощо.